# Reparti mitraglieri
I reparti mitraglieri sono reparti di un esercito specializzati nell'uso della mitragliatrice.

## Origini

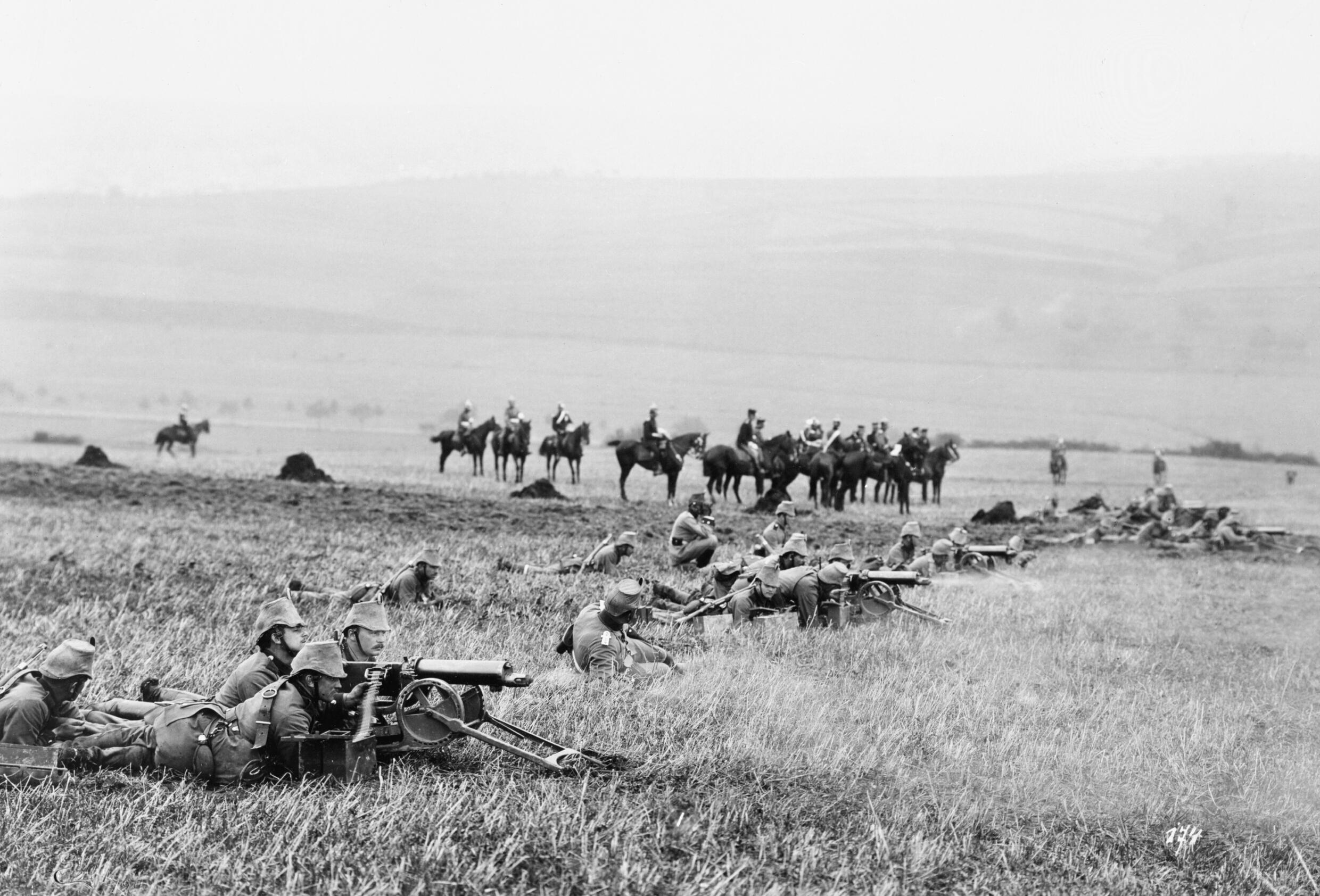
Esercitazioni dell'esercito tedesco nel 1905; in primo piano mitraglieri col caratteristico sciaccò.

La costituzione organica di veri e propri reparti mitraglieri è da datare nella metà del XIX secolo, quando nel corso della Guerra di secessione vennero impiegate i primi veri modelli di mitragliatrici, operate da apposito personale specializzato.
Successivamente reparti mitraglieri furono impiegati dall'esercito francese durante la Guerra franco-prussiana del 1870. Le mitragliatrici del tipo de Reffyé erano riunite in batterie ed appartenevano all'Arma di Artiglieria e come piccola artiglieria furono in effetti impiegate. Il reparto mitraglieri dell'esercito francese era su batterie di sei pezzi, inserite nell'organico divisionale, quindi ogni divisione aveva una batteria, il pezzo era trainato da due pariglie ed aveva quattro serventi con una dotazione di 25000 cartucce.
Dopo le esperienze della Guerra anglo-boera e della Guerra russo-giapponese gli eserciti europei organizzarono reparti di mitraglieri, questi reparti, a livello di sezioni (cioè a livello equivalente al plotone) erano assegnati ai reggimenti o ai battaglioni di fanteria. Nell'esercito tedesco le mitragliatrici erano organizzate in compagnie  ognuna delle quali aveva sei armi ed era assegnata ai reggimenti di fanteria o cavalleria, con due pariglie per il traino delle armi. All'inizio della prima guerra mondiale tutti i reggimenti permanenti avevano la compagnia mitraglieri, mentre solo parte dei reggimenti di riserva la aveva ed i reggimenti della Landwehr (esercito territoriale) ne erano totalmente privi. Diversamente dalla Germania la Francia aveva i reparti mitraglieri inquadrati in sezioni organiche ai battaglioni di fanteria e cavalleria. La Russia, che nel corso della campagna di Manciuria aveva apprezzato il supporto che davano le mitragliatrici alla fanteria, istituì una commissione che decise di inserire le mitragliatrici nell'organico dei corpi di fanteria e cavalleria. Dato il particolare tipo di terreno operativo in Italia e Austria le mitragliatrici operavano per sezioni di due armi someggiate, assegnate in Italia ai battaglioni alpini (due sezioni) e di fanteria (una sezione), mentre in Austria i battaglioni di Jäger (fanteria leggera) ed i reggimenti di fanteria avevano una sezione ciascuno.
In conclusione, all'inizio della prima guerra mondiale le mitragliatrici erano ancora considerate piccoli pezzi di artiglieria, e come tali venivano trasportate da traini di cavalli o someggiate. In Italia generalmente era vista come un'arma ibrida, che racchiudeva in sé le caratteristiche di un'artiglieria di seconda classe e di una fanteria concentrata.

## Prima guerra mondiale
Nel corso della guerra questi concetti furono rivisti da tutti i principali belligeranti, trasformando profondamente l'organico dei reparti mitraglieri. Considerando le differenze evolutive di tali reparti si traccerà lo sviluppo su base nazionale, tenendo comunque conto che le due alleanze (Intesa e Imperi centrali) tesero sempre ad avere criteri di impiego, e quindi reparti organici simili entro la propria alleanza.
Ciò che fu più rilevante è il passaggio, avvenuto in tutti gli eserciti, della mitragliatrice da arma sussidiaria all'azione dei fucilieri ad arma totalmente integrata nella fanteria, a cui i fucilieri dovevano fornire appoggio e protezione

### Francia

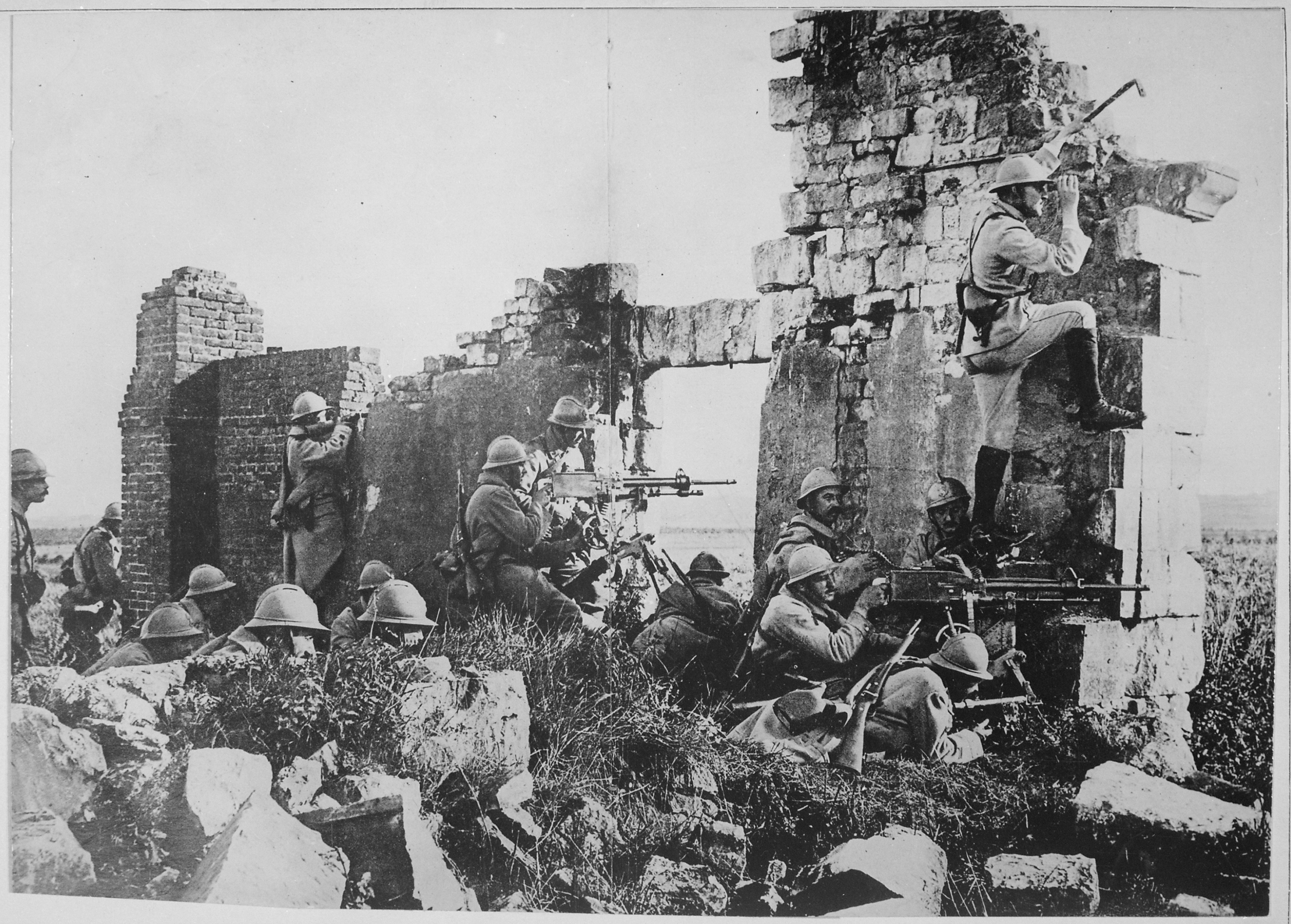
Mitraglieri francesi nei pressi della Marna nel 1918.

Poco dopo l'inizio della guerra avevano distribuito le mitragliatrici organicamente alle compagnie di fanteria (un'arma per compagnia). All'inizio della guerra il battaglione di fanteria aveva in organico 6 mitragliatrici, che nel 1915 furono aumentate e raggruppate in una compagnia autonoma (8 armi), poco dopo fu previsto l'inserimento di un'ulteriore compagnia (totale 16 armi). Nel 1916 fu costituita una terza compagnia armata si mitragliatrici e furono introdotti nel battaglione un certo numero di fucili automatici.
Al termine della guerra il battaglione mitraglieri francese è su 3 compagnie di mitraglieri ed una di fucilieri, ed è ritenuto troppo pesante per la manovra. Tuttavia comprende ben 84 armi automatiche fra mitragliatrici e moschetti automatici, potendo quindi fornire un notevole appoggio di fuoco, doppio di quello di un battaglione di fanteria normale.

### Germania
I tedeschi, ad imitazione dei francesi, dopo l'inizio della guerra avevano distribuito le mitragliatrici organicamente alle compagnie di fanteria con le stesse modalità.
Il battaglione di fanteria con cui i tedeschi scatenarono le loro offensive nella primavera del 1918 aveva come arma prevalente la mitragliatrice, presentando più di 30 mitragliatrici su 4 o 5 compagnie, una delle quali era armata di mitragliatrici pesanti (10-12) e le altre di mitragliatrici leggere (5-6), ovviamente oltre all'altro armamento di fanteria. L'unità tattica per l'impiego della fanteria era la squadra mitraglieri, che, portandosi avanti, effettuava tiro di soppressione sulle mitragliatrici avversarie, mentre le mitragliatrici pesanti, utilizzando il tiro indiretto, impegnavano i punti di resistenza più forti.

### Italia
All'inizio della guerra le mitragliatrici erano raggruppate in sezioni o compagnie, sotto il controllo diretto del comandante dell'unità tattica (reggimento di fanteria di linea o battaglione di fanteria speciale), valutando l'impiego tattico delle armi più utile nella difensiva che nell'offensiva. L'impiego della mitragliatrici era codificata nel Regolamento d'impiego del 1913, in cui era previsto l'impiego di tali armi in attacco solo in terreno libero, tenendole comunque fra le armi di seconda linea. In difesa le mitragliatrici devono costituire una riserva di fuoco, possono essere utilizzate fin dall'inizio dell'azione solo nel caso che sia disponibile un munizionamento molto abbondante. Nelle operazioni di cavalleria le mitragliatrici dovevano essere utilizzare per occupare e presidiare punti critici di particolare importanza. Per quanto riguardava l'uso delle mitragliatrici con le truppe alpine, veniva messa particolare enfasi sul risparmio di munizioni, date le difficoltà di rifornimento in terreno di montagna.Nel 1916 le mitragliatrici furono inquadrate in compagnie, costituite su tre sezioni di due armi, assegnate organicamente ai comandi delle maggiori unità (brigate, divisioni, Corpi d'armata) che le distaccavano ai reggimenti di fanteria nel caso di azioni rilevanti
Constatando lo scarso numero di mitragliatrici disponibili, le sezioni della cavalleria già nel 1915 furono trasferite alla fanteria e furono utilizzate solamente per la difesa, senza spostarle per gli attacchi. Con la stessa circolare che istituiva l'assegnazione delle mitragliatrici alle grandi unità veniva considerata una differente modalità di impiego, orientata verso l'utilizzo in attacco «...senza tema che cadano in mano al nemico: ad attacco riuscito, per ogni mitragliatrice perduta, se potranno prendere assai più all'avversario». Questa nuova modalità di impiego spostava la mitragliatrice da arma (statica) di artiglieria ad arma di accompagnamento della fanteria.
Nel maggio 1917 veniva predisposta una nuova organica per la fanteria, in particolare nel battaglione la 4° compagni di fucilieri fu sostituita da una compagnia su mitragliatrici pesanti, mentre in precedenza erano state inserite due sezioni di pistole mitragliatrici con i compiti tattici tipici delle mitragliatrici leggere. A partire dal 1º luglio di tale anno le compagnie mitraglieri furono integrate nei reggimenti di fanteria, quindi, anziché portare le mostrine della specialità, ebbero numero e mostrine del reggimento di fanteria in cui erano inquadrate. Fra la fine del 1917 e l'inizio del 1918 appare un'evoluzione del criterio di impiego delle mitragliatrici, in quanto, mentre le mitragliatrici leggere (pistole mitragliatrici) continuano ad essere usate a tiro diretto e brevi distanze, le mitragliatrici pesanti cominciano ad utilizzare il tiro ficcante a lunga distanza. L'uso delle pistole mitragliatrici come mitragliatrici leggere, naturalmente, non era del tutto soddisfacente, data la diversa natura dell'arma, tuttavia era necessario per la scarsezza di mitragliatrici adatte nel Regio Esercito, che indicava la mitragliatrice Fiat-Revelli Mod. 1914, che comunque, non rispondeva alle specifiche di una mitragliatrice leggera, come rappresentante di tale classe.
L'ultimo esperimento di organica sul battaglione di fanteria venne effettuato nel settembre 1918, dopo aver adottato la mitragliatrice leggera SIA Mod. 1918 al posto delle pistole mitragliatrici ed utilizzando la Fiat Mod. 1914 come mitragliatrice pesante. Il nuovo battaglione di fanteria era indicato come "battaglione T", organizzato su 5 compagnie, tre di moschettieri, una di mitraglieri ed una mista su un plotone di arditi, un plotone con cannoni da trincea, un plotone con lanciabombe ed un plotone zappatori. In conclusione il nuovo battaglione aveva in dotazione 19 mitragliatrici (10 pesanti e 9 leggere) e 18 moschetti automatici. L'impiego tattico era orientato a utilizzare le mitragliatrici e i moschetti automatici come nuclei di attacco, collegati fra loro e protetti dai fucilieri.
All'atto dell'entrata dell'Italia in guerra, era organicamente assegnata ad ogni battaglione, sia di fanteria che di bersaglieri, una sezione mitragliatrici equipaggiata con il tipo Maxim Mod. 1911. Durante il periodo della guerra vennero apportati ai reparti mitraglieri successivi incrementi di personale e tipo di arma:
- Distribuzione provvisoria di Maxim in attesa di poter disporre della Fiat-Revelli Mod. 1914;
- Distribuzione di 25 sezioni mitraglieri campali Perino Mod. 1908, tratte da opere di fortificazione;
- Distribuzione ed adozione di sezioni mitraglieri Gardner, in attesa dell'adozione definitiva della mitragliatrice Fiat-Revelli Mod. 1914.

La nuova dottrina organica inizio conflitto prevedeva:
- Assegnazione organica di quattro armi per ogni battaglione di fanteria e sue specialità;
- Adozione della mitragliatrice Saint-Étienne Mle 1907;
- Assegnazione ad ogni battaglione di fanteria e sue specialità di una compagnia mitragliatrici;
- Assegnazione di 2 compagnie mitragliatrici ad ogni comando di brigata;
- Raggruppamento in compagnie di tutte le mitragliatrici di modello vario risultanti esuberanti al nuovo ordinamento;
- Costituzione di speciali compagnie mitragliatrici Saint-Étienne Mle 1907 da posizione, con particolare organizzazione per impiego difensivo;
- Costituzione dei reggimenti di marcia mitraglieri con compiti analoghi a quelli delle brigate di marcia;
- Costituzione di reparti, uno con mitragliatrici Fiat in Brescia ed uno con mitragliatrici Saint-Étienne a Torino, alle dipendenze del Comando supremo militare italiano, con il compito di costituire ed istruire nuovi reparti e tenere in vita quelli già esistenti.

Nel 1916 viene distribuita ad ogni compagnia di fanteria e sue specialità una sezione, ovvero due armi di pistole mitragliatrici Villar Perosa.
Grande sviluppo di questi reparti si ebbe, presso tutti gli eserciti, durante la Grande Guerra. La caratteristica della lotta di posizione portò le mitragliatrici ad un continuo ed enorme incremento.
Durante il periodo della guerra tutto venne modificato secondo le esigenze del momento ed anche dall'incremento di nuove armi tecnologicamente più avanzate. Caratteristica dei nuovi battaglioni doveva essere il rilevante numero di mitragliatrici con la specializzazione leggere e pesanti e con compiti ben distinti ed integrantesi.
Gli studi al riguardo sono proseguiti ininterrottamente anche dopo la seconda guerra mondiale attraverso esperienze, esperimenti vari e di diversa durata.
Durante la prima guerra mondiale, per vari problemi (apparato produttivo antiquato, limitazioni finanziarie, miopia dello stato maggiore, lentezza dei comandi ad adeguare le tattiche prebelliche alla situazione concreta, strapotere degli industriali e particolarmente del duopolio FIAT e Breda, capaci di affossare progetti nazionali come la Perino, e rallentare l'acquisto di armi estere come le Lewis) i battaglioni italiani furono notevolmente meno dotati di armi automatiche rispetto a quelli tedeschi e inglesi, e insufficienti rispetto a quelli austriaci e francesi.
Verso il principio del 1917 la tattica dell'uso delle mitragliatrici italiane era adeguata e corrispondente a quella degli eserciti stranieri, ed era stata compresa ad ogni livello la necessità di utilizzare anche in prima linea armi automatiche che dovevano accompagnare e precedere la fanteria armata di fucile. I motivi sovraesposti impedirono però di dare attuazione pratica a questi intendimenti, poiché le mitragliatrici di ogni battaglione erano in genere solo 13 (Alpini, Bersaglieri e Arditi avevano leggermente più armi, anche se con differenze notevoli da reparto a reparto). Gli effetti si videro nella Battaglia di Caporetto, dove alcuni battaglioni d'élite tedeschi operavano con fino a 72 mitragliatrici, e tutte le armi catturate dagli austro-ungarici venivano immediatamente rimesse in funzione.
Dopo questi risultati l'opposizione degli industriali italiani all'importazione di armi straniere passò completamente in secondo piano, e si cercò di aumentare la produzione di armi nazionali, anche se la dotazione media d'armi per battaglione non raggiunse mai quella dell'esercito tedesco.

## Seconda guerra mondiale

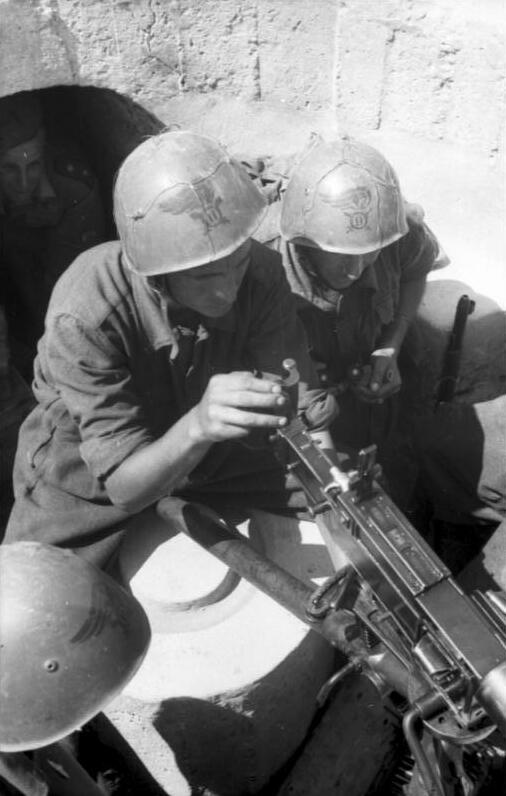
Mitraglieri italiani con una mitragliatrice Fiat Mod. 14/35 in una postazione costiera nel 1944.

Il ritardo italiano in fatto di mitragliatrici non fu colmato nel primo dopoguerra, e non fu compreso dal regime fascista, che magnificò, come arma risolutiva, l'obsoleta baionetta. Anche la sperimentazione di armi automatiche (moschetti, fucili, pistole mitragliatrici e ibridi tra questi modelli) fu rallentata, sia per ragioni di bilancio, sia per il disinteresse dal regime. Nella seconda guerra mondiale dunque le mitragliatrici italiane (eccettuate la Breda Mod. 37 e le mitragliere Breda da 20 mm) risultarono sia inferiori tecnicamente a quelle avversarie (in modo molto più netto che nel 1915), sia in numero insufficiente alla bisogna. In particolar modo mancava una valida arma leggera, e le armi medie erano troppo pesanti per essere rapidamente spostate (come invece era il caso di quelle tedesche); inoltre i modelli da Breda Mod. 31 da 13,2 mm e Breda-SAFAT da 12,7 mm furono distribuiti in pochissimi esemplari ai reparti, e quasi esclusivamente montate su carri, impedendo all'esercito di disporre di una vera mitragliatrice pesante. Il vero punto debole, oltre alla scarsità generale di armi automatiche, era la mediocrità delle mitragliatrici leggere, in particolare il fucile-mitragliatore Breda Mod. 30, un'arma insufficiente oltre che eccessivamente complessa.
In buona parte degli altri eserciti ogni squadra fu dotata di mitragliatrici leggere o medie, mentre ogni battaglione fu dotato di una compagnia armi (mortai e mitragliatrici, più eventuali armi controcarri), o di una compagnia comando che conteneva anche delle sezioni-plotoni mitraglieri.
La maggior parte delle mitragliatrici leggere usate nella seconda guerra mondiale furono progettate tra gli anni venti e gli anni trenta, soprattutto a partire dal modello rappresentato dalla mitragliatrice leggera Lewis inglese e dal fucile mitragliatore BAR americano, grande importanza progettuale fu assunta dalle mitragliatrici leggere cecoslovacche ZB vz. 26, che funsero da modello per il Bren britannico e modelli francesi, giapponesi, polacchi ecc.; erano accompagnate da mitragliatrici più pesanti, derivate in genere dai migliori modelli apparsi alla fine della prima guerra mondiale, soprattutto Browing e Vickers.
I tedeschi invece decisero di abbandonare la diarchia tra armi leggere e medie/pesanti, sviluppando delle mitragliatrici medie relativamente leggere, impiegabili sia come armi d'accompagnamento che come armi d'assalto, come la MG 34 e la MG 42.